# Rodolfo Osornio Núñez
Rodolfo Osornio Núñez (26 de enero de 1988) es un deportista mexicano que compitió en taekwondo. Ganó una medalla de bronce en el Campeonato Mundial de Taekwondo de 2007, y una medalla de oro en el Campeonato Panamericano de Taekwondo de 2006.

## Palmarés internacional
| Campeonato Mundial      | Campeonato Mundial       | Campeonato Mundial | Campeonato Mundial |
| Año                     | Lugar                    | Medalla            | Categoría          |
| ----------------------- | ------------------------ | ------------------ | ------------------ |
| 2007                    | Pekín (China)            | Medalla de bronce  | –54 kg             |
| Campeonato Panamericano |                          |                    |                    |
| Año                     | Lugar                    | Medalla            | Categoría          |
| 2006                    | Buenos Aires (Argentina) | Medalla de oro     | –54 kg             |